# 阳山火山地质公园
31°35′26″N 120°05′58″E / 31.59047°N 120.09937°E
阳山火山地质公园，是位于中华人民共和国江苏省无锡市滨湖区阳山镇的一个地质公园，属于江苏省级公园。

## 特点
阳山火山地质公园范围包括1.4亿年前侏罗纪时期地壳构造运动熔岩喷溢所形成的安阳山、小阳山及狮子山等孤岛状山丘。其中，安阳山是华东地区唯一典型的火山锥地貌，为死火山，山顶火山喷发口清晰可见。

## 图库

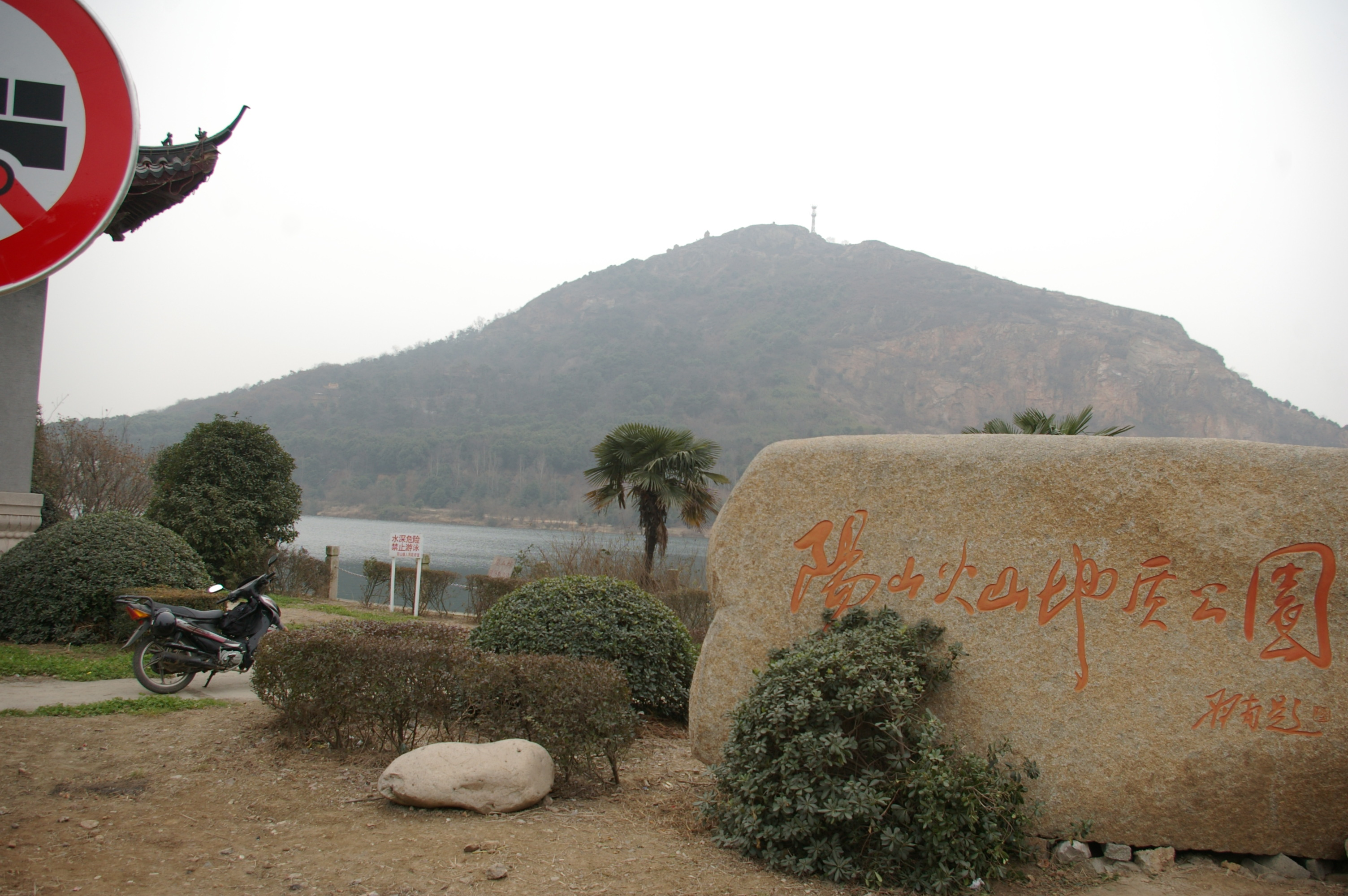
阳山火山地质公园
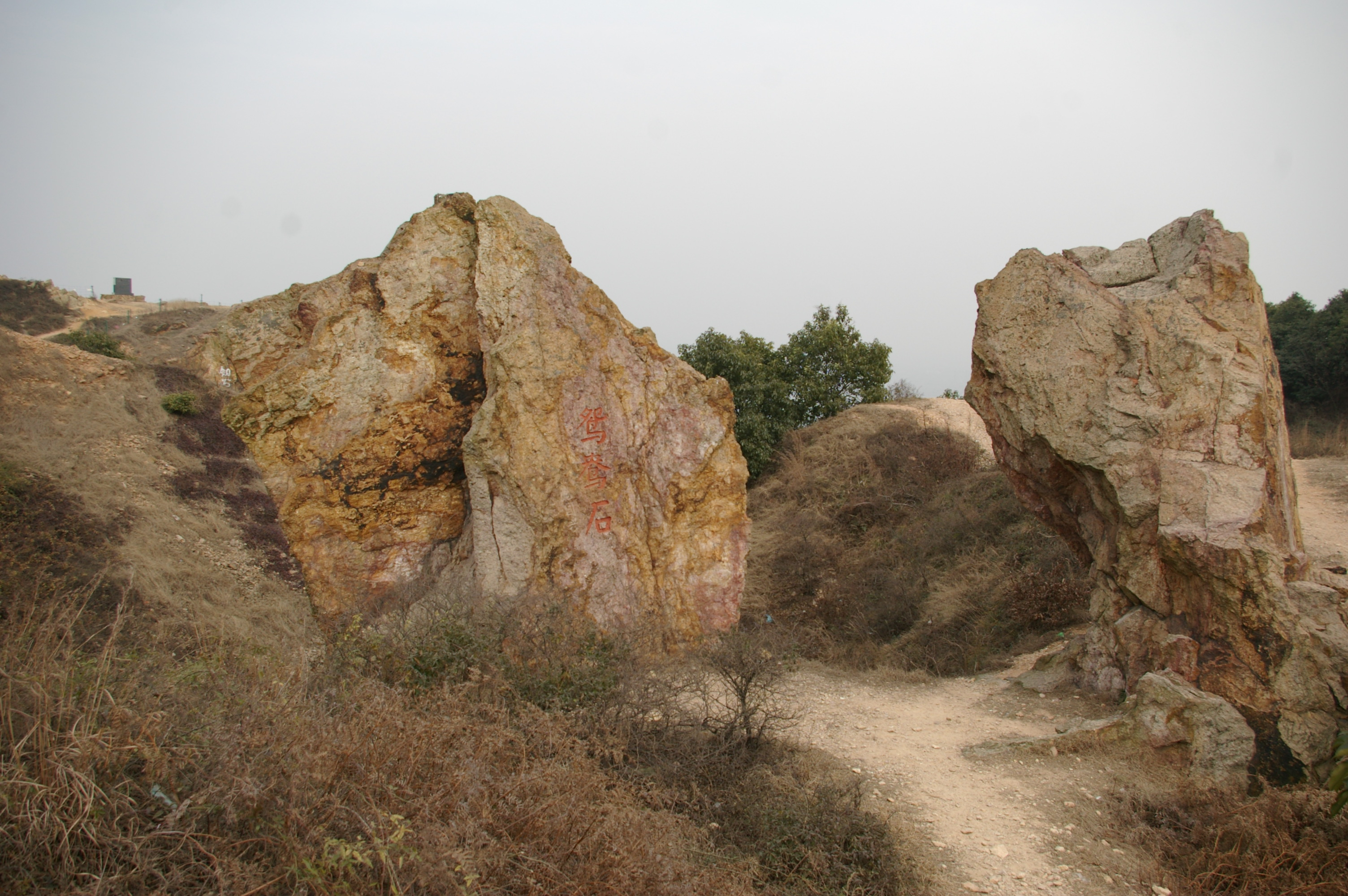
阳山火山地质公园
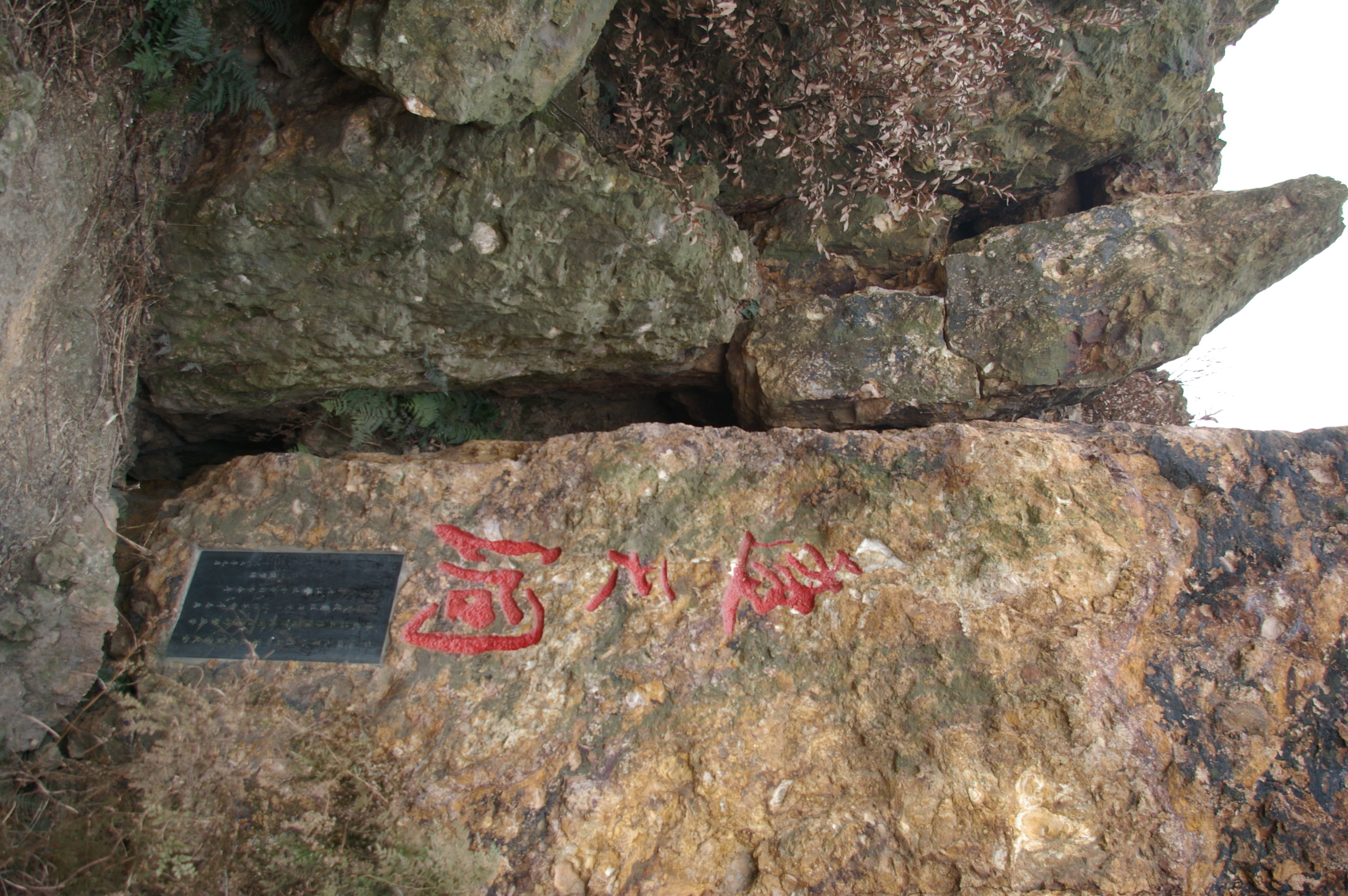
阳山火山地质公园
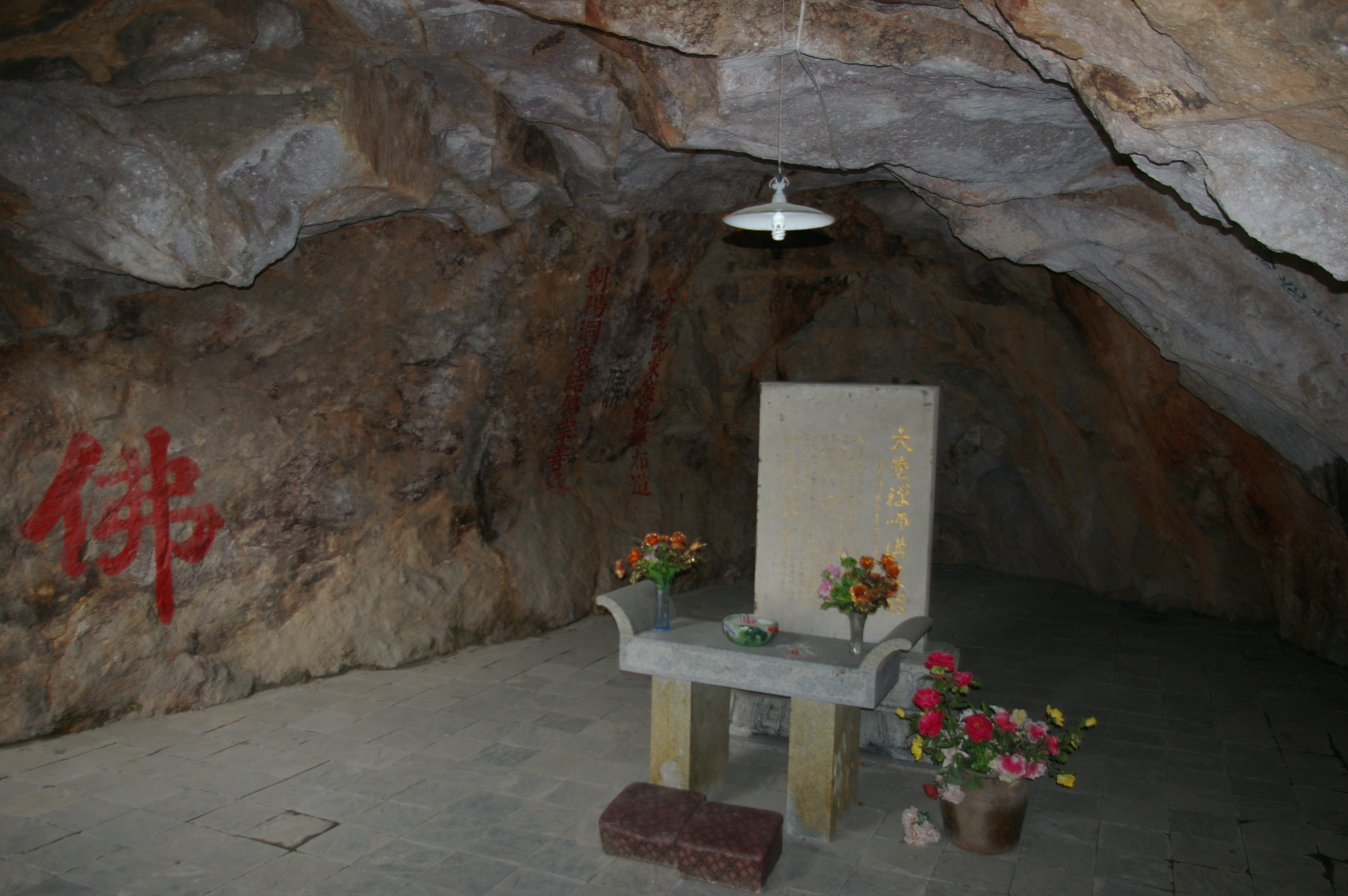
阳山火山地质公园
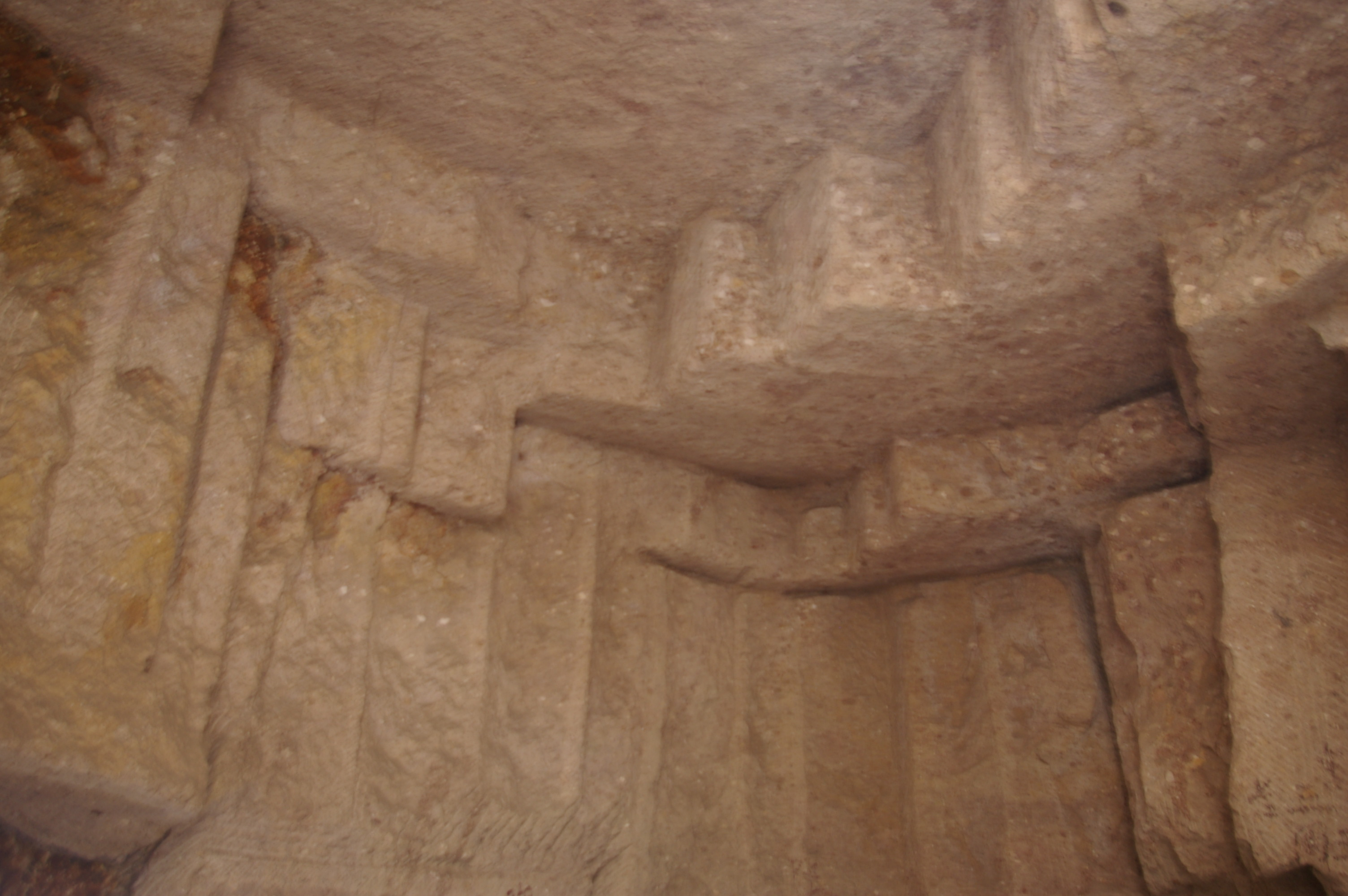
阳山火山地质公园
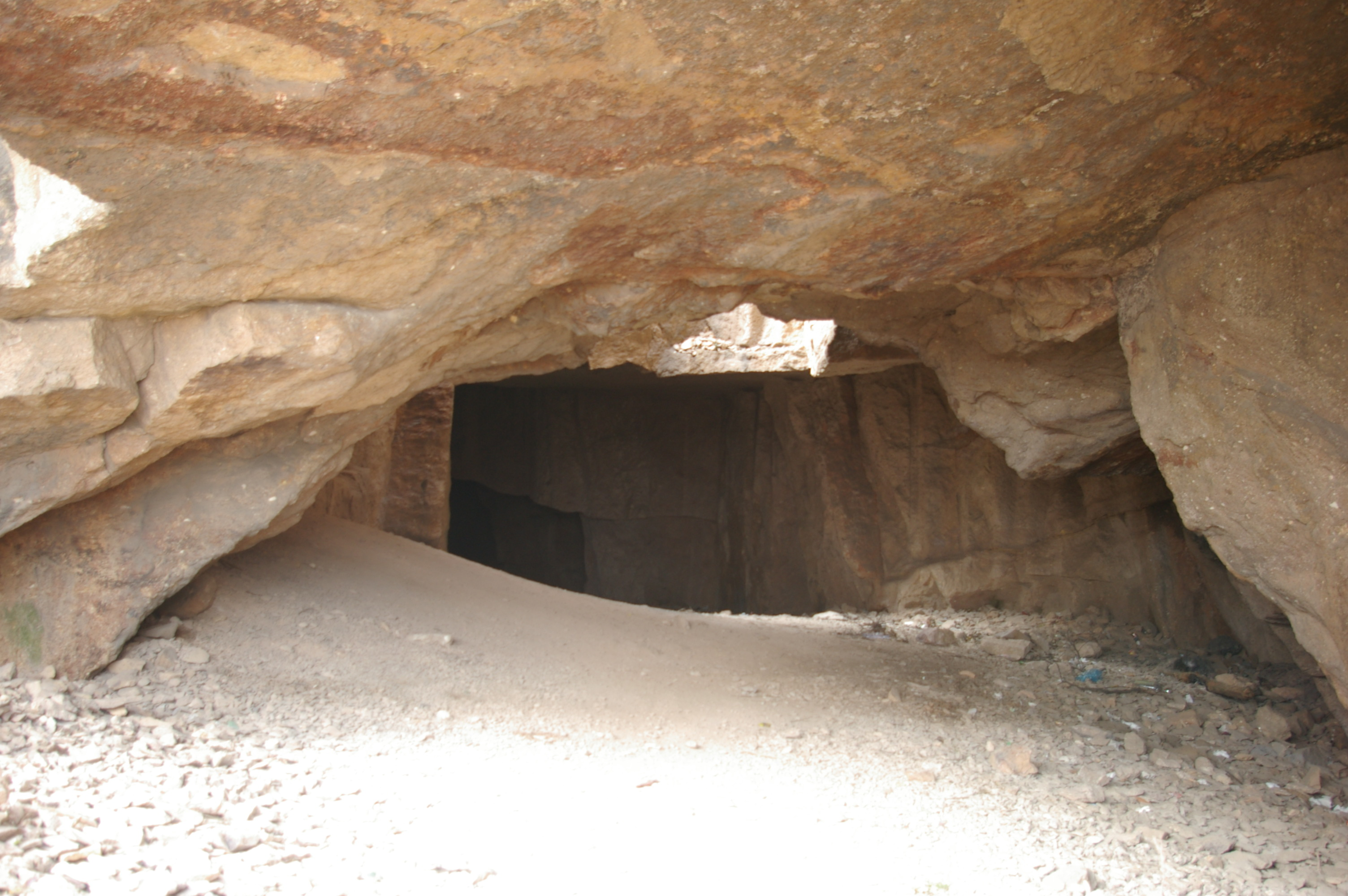
阳山火山地质公园
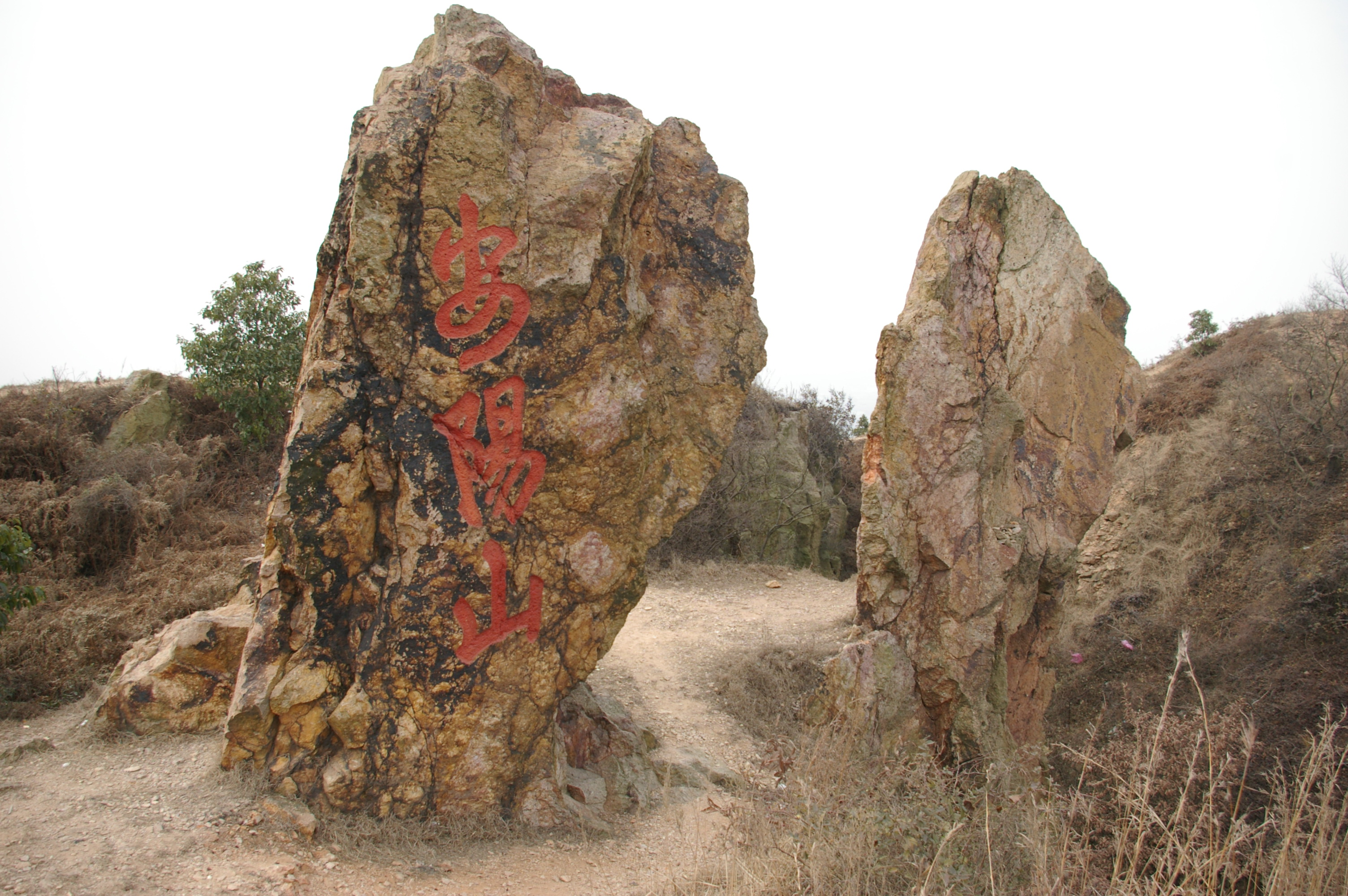
阳山火山地质公园
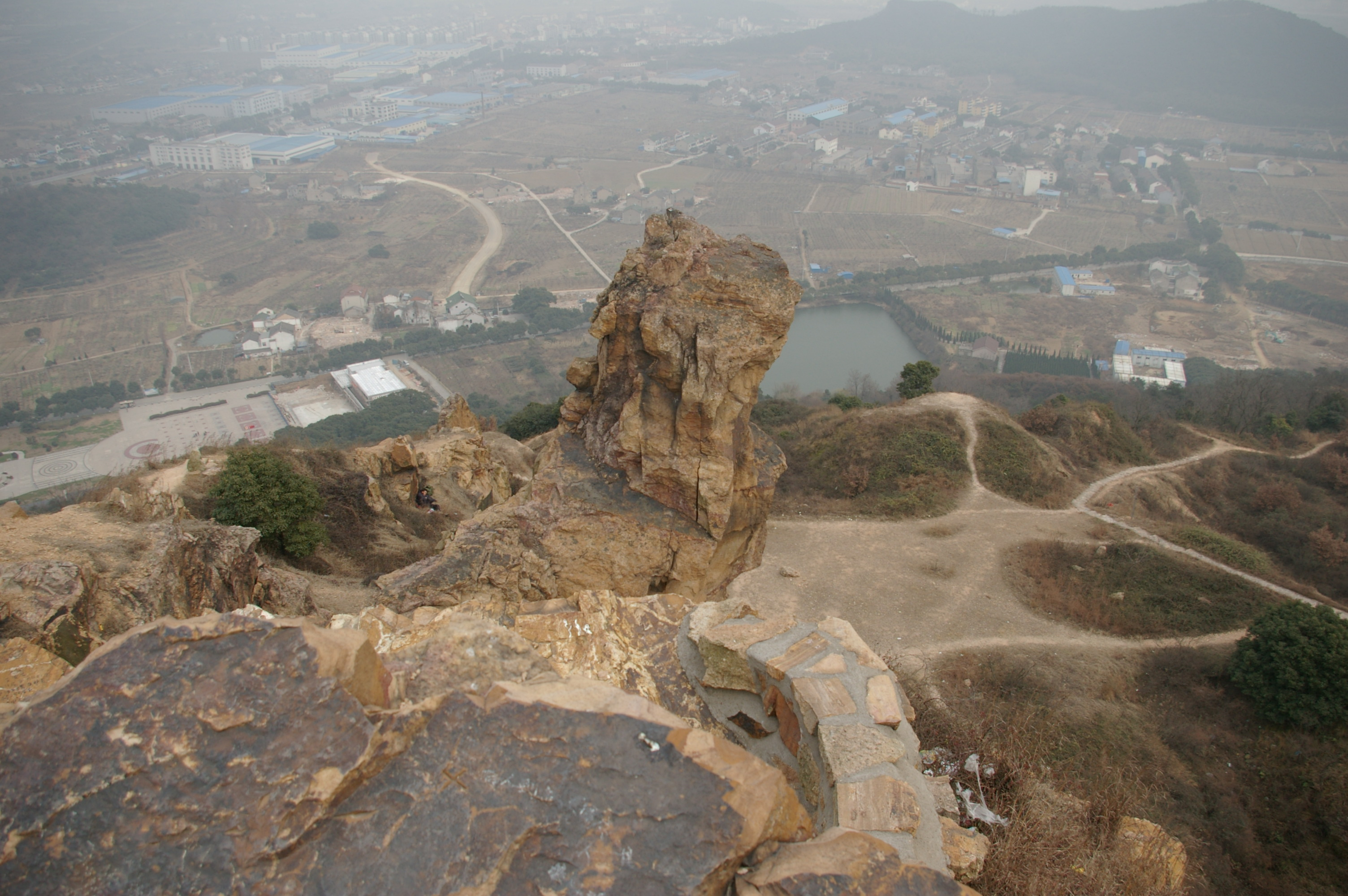
阳山火山地质公园